# トガサワラ
トガサワラ（栂椹、学名：Pseudotsuga japonica）は、マツ科トガサワラ属の常緑樹である。ツガに似た針葉樹で、本州の紀伊半島、四国の一部のみに分布する日本固有種である。

## 概要
山林に生える樹木で、高さ30mもの大木になることもある。モミ、ツガに似ており、混成することもある。それぞれ特徴ははっきりしているが、枝葉だけで見分けるのにはコツがいる。
日本固有種で、本州、四国の南部のごく一部にのみ知られる。トガサワラ属は現生で4種があるが、過去にはもっと繁栄していたと考えられ、生きている化石にあたるとも考えられる。
名前の由来はトガ（ツガの別名）に似るが、材がサワラにやや似るためこの名が付いたとの説もあるが、はっきりしない。なお、地方名としてはこの他にカワキトガなどとも呼ばれた。これは乾燥したところに生えるツガの意と見られる。

## 特徴
常緑性の高木。大木になり、樹高は30m、胸高直径は1mに達する。樹皮は灰褐色で、縦にやや細長い鱗片状にはがれやすい。若枝は黄褐色で無毛。葉は螺旋状につくが、両側に開いて2列になったようになる。新芽は褐色の鱗片に包まれて楕円形。
葉は線形で長さ15-27mm、先端に向かって枝先方向にやや曲がることが多い。先端中央は窪んでいて、先が小さく2つに分かれたように見える。その2つの突出部は丸く、尖っていないのがモミなどとは異なり、ツガなどに似ている。表面は緑色でつやがあり、中肋に沿って窪む。裏面は中肋の両側が粉白色の帯になっているが、これは気孔帯である。
雌雄同株で花は4月につく。雄花は楕円形で長さ7-9mm、前年枝の先端に集まる。雌花も前年枝の先について、はじめ上を向くが次第に下に向き、成熟時には斜めにつく。毬果は秋に熟し、卵形で長さ3.5-6cm。ツガのそれより倍くらい大きい。鱗片は先端が丸いが、その内側から苞鱗片が伸び、種子鱗片の縁から顔を出し、そこで3裂して尖るので、まるで鱗片の縁に飾りがあるように見える。この鱗片が顔を出すのは、この属の特徴だが、トガサワラではその先端が反り返って上を向く。鱗片は開いて種子を放出する。種子には翼がある。
- 毬果
- 若枝と葉・表面
- 若枝と葉・裏面
- ツガ・若枝と葉・裏面
- モミ・若枝と葉・裏面

## 生育環境
山間部の森林に成育する。暖帯域から温帯域の下部にわたる範囲で知られる。この部分では照葉樹林、あるいは落葉樹林にモミ、ツガなどの針葉樹を交えることが多く、それに混じって成育する。特に乾燥気味のやせ尾根に成育することが多い。和歌山県では低いところで標高300m程の生育地も知られる。

## 分布
日本固有種。本州では紀伊半島の南部（和歌山県と奈良県、三重県のそれぞれ南部）、四国では高知県東部（魚梁瀬地方）から知られている。最も多いのは大台ヶ原中腹と言われる。いずれも内陸の山間部のごく限られた地域からしか見つかっていない。ただしそれらの地域ではそれほど珍しい存在ではなく、場所によっては森林の構成種として多い方であることもある。

## 発見史
地元では古くから知られた木ではあったが、学問上の発見は、1893年（明治26年）のことである。当時、東京農科大学の大学院生であった白沢保美が奈良県吉野地方に向かった際に地元でこの名で呼ばれていた針葉樹の標本を持ち帰ったのがはじめで、翌年には球果や材の標本も手に入れた上で研究を行った結果、28年にこれをツガ属の新種として発表したのである。その翌年には現在の属に移されている。

## 利用
材がツガより柔らかくて加工しやすい。桶材などに用いられた。なお、現在の生育地が少ないのには、伐採による減少も影響が大きいとされる。

## 分類
トガサワラ属は現生種は北アメリカと東アジアの4種だけが知られており、日本では本種のみが分布する。
なお、この属の化石はヨーロッパからも発見されている。また、日本では本種の化石が近畿と四国から同属の複数種と共に発見されており、世界レベルでも日本国内でもこの類がかつては現在よりはるかに豊富であったことがわかる。そのため、この種は生きた化石と言われることがある。

## 類似種など
同所的に出現するもので、よく似たものにツガとモミがある。本種は分布が限定されるが、その生育地にはこの2種が一緒に生育していることが多く、この3種の見分け方は自然観察会などにおいてよく取り上げられる素材である。
球果があれば区別は簡単で、モミはずっと大きくて枝の上に乗って立ち、種子と共に鱗片を脱落させる。ツガのそれは形は似ているがもっと小さくて枝先からぶら下がる。トガサワラの場合、ツガに似ているが一回り大きく、また鱗片の縁に種子鱗片が顔を出す。
葉の形では、モミのそれは長くて先端が二つに割れて尖るのに対して、ツガのそれは短くて先端は2つに割れるが丸い。トガサワラの葉はツガに似て、より細長い。またツガとトガサワラの葉は枝に螺旋状につくが、モミは両側にでる傾向が強い。ただし、モミの葉は若い枝では先端が鋭く尖るが、大木の枝先では葉先が丸くなる傾向があり、また枝につく葉の列もはっきりしなくなるので、不慣れなものを悩ませる場合がある。葉の基部を見る特別がはっきりしている。モミの場合、葉の基部が丸く広がって茎についている。ツガでは茎には葉のつく部分の下側に縦長の隆起（葉枕）があり、葉柄はその延長のように茎に沿って伸び、すぐ大きく曲がって葉となる。トガサワラは細い葉柄がすぐに茎につく。
樹型や枝振りでは、トガサワラは他の2種に比べて横向きの枝がよく伸びて、柔らかな感じの樹形になる。
北米原産で建材に多用されるベイマツはアメリカトガサワラの別名を持つように本種と近縁に当たる。

## 保全状況評価
ENDANGERED (IUCN Red List Ver. 3.1 (2001))
絶滅危惧II類 (VU)（環境省レッドリスト）
国際自然保護連合（IUCN）のレッドリストでは2013年版で危急（VU）から絶滅危惧（EN）に再評価（アップリスト）された。日本の環境省のレッドリストでは1997年版から絶滅危惧II類に評価されている。
奈良県吉野郡川上村に所在する「三ノ公川トガサワラ原始林」は国の天然記念物に指定されている。その他、保護林といった形で保護されている地域もある。国有林におけるいわゆる拡大造林の結果、生育地は大きく減少したが、21世紀初頭においてこの方向はほぼ終了しているため、これによる減少は今後は少ないとの声もあるが、他方で繁殖力の低さから今後の生育地の維持を懸念する声もある。